# 油紅O
油紅O，或稱溶劑紅27，蘇丹紅5B（C26H24N4O）是一種重氮脂肪染色劑，用於染中性的脂質冰凍切片和一些脂蛋白的石蠟切片。正常情況下為紅色粉末狀。

## 用途

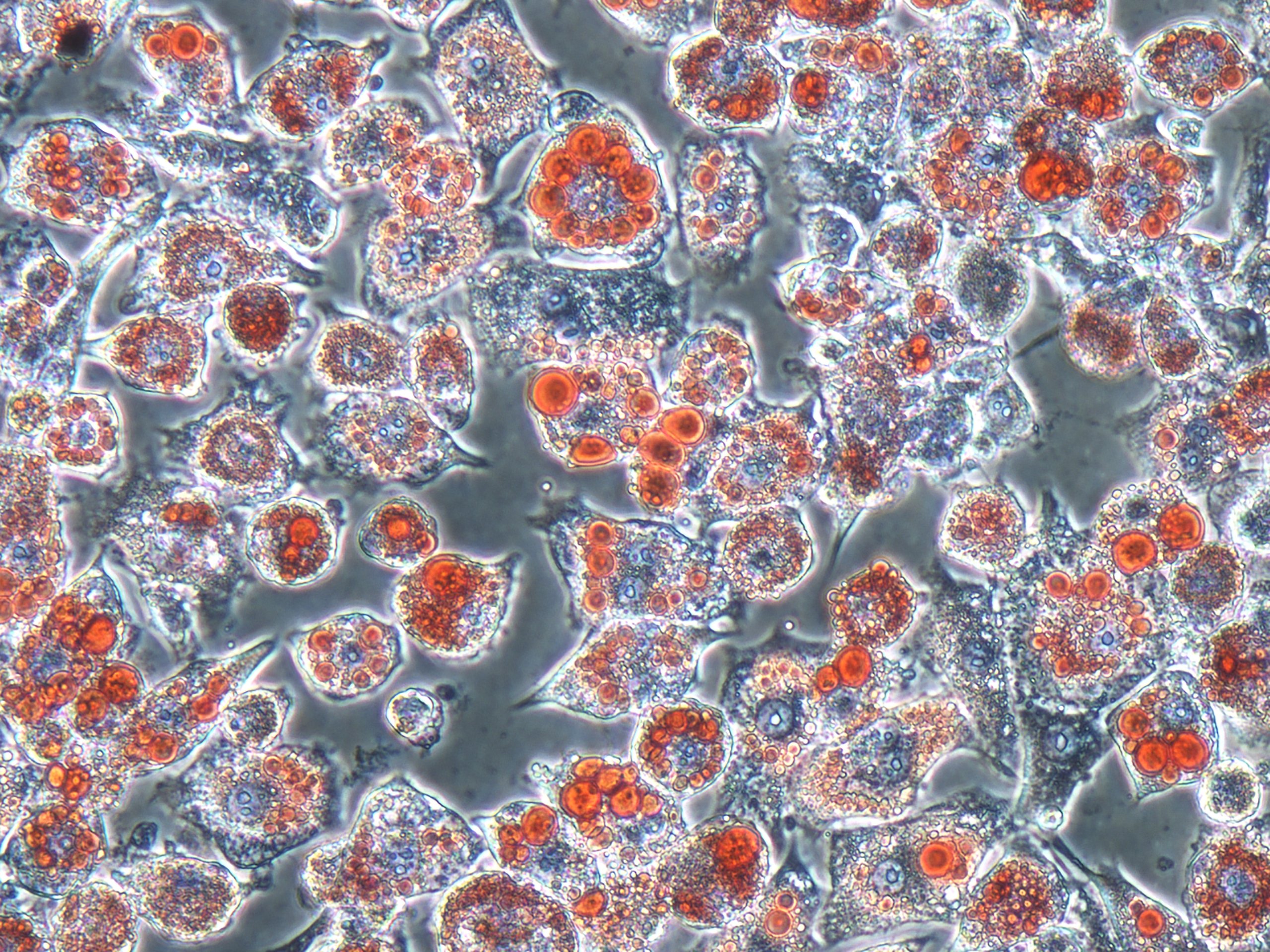
用油红O染色的前脂肪细胞

油紅O是蘇丹染劑之一，很大程度上可以取代蘇丹三號和蘇丹四號，因其染出的顏色更紅。
在煙火製造中，油紅是一些彩色煙霧粉末的組成物。同時也被用來給塑料染色。

### 法醫
油紅O可以使各種身體切口中的油脂更加明顯， 也是物理顯影劑的安全替代物， 同時也用於其他指紋提取方法中。

## 外部連結
- Stains File entry